# Совет национальной безопасности Великобритании
Совет национальной безопасности (англ. National Security Council, NSC) Великобритании — орган кабинета министров, которому поручено курирование всех вопросов, связанных с национальной безопасностью, включая координацию разведывательной и оборонной стратегии. Круг полномочий Совета национальной безопасности включает рассмотрение вопросов, касающихся национальной безопасности, внешней политики, обороны, международных отношений и международного развития, устойчивости, энергетической и ресурсной обеспеченности.

## История
Совет национальной безопасности Великобритании был создан 12 мая 2010 года премьер-министром Дэвидом Кэмероном. Предполагалось, что Совет будет координировать ответные действия на угрозы, с которыми сталкивается Великобритания, и объединять на высшем уровне работу соответствующих правительственных структур в сфере национальной безопасности. Советник по национальной безопасности Великобритании по должности является секретарём Совета.

## Персональный состав
По состоянию на 1 августа 2023 года в состав Совета входили следующие чиновники:
| Фото | Член СНБ         | Занимаемая должность                                 |
| ---- | ---------------- | ---------------------------------------------------- |
|      | Риши Сунак       | Премьер-министр (Председатель)                       |
|      | Джереми Хант     | Канцлер казначейства                                 |
|      | Джеймс Клеверли  | Министр иностранных дел                              |
|      | Прити Пател      | Министр внутренних дел                               |
|      | Майкл Гоув       | Канцлер герцогства Ланкастерского                    |
|      | Бен Уоллес       | Министр обороны                                      |
|      | Алок Шарма       | Министр бизнеса, энергетики и промышленной стратегии |
|      | Элизабет Трасс   | Министр внешней торговли                             |
|      | Суэлла Браверман | Генеральный атторней Англии и Уэльса                 |

Другие министры, высшие должностные лица, военные и сотрудники спецслужб посещают заседания Совета по мере необходимости, некоторые на регулярной основе. Начальник генерального штаба представляет в Совете Комитет начальников штабов, а не отдельные виды вооружённых сил. В составе Совета имеется два подкомитета:подкомитет по ядерному сдерживания и безопасности и подкомитет по угрозам, опасности, устойчивости и непредвиденным факторам. Лидер оппозиции её Величества присутствует на заседаниях Совета на нерегулярной основе.

## Подкомитеты Совета

### Подкомитет по ядерному сдерживанию и безопасности
В задачи подкомитета входит рассмотрение вопросов, касающихся ядерного сдерживания и безопасности.
| Занимаемая должность                                 |
| ---------------------------------------------------- |
| Премьер-министр (Председатель)                       |
| Канцлер казначейства                                 |
| Министр иностранных дел                              |
| Министр обороны                                      |
| Министр внутренних дел                               |
| Министр бизнеса, энергетики и промышленной стратегии |
| Канцлер герцогства Ланкастерского                    |

### Подкомитет по угрозам, опасности, устойчивости и непредвиденным факторам
Подкомитет по угрозам, опасности, устойчивости и непредвиденным факторам занимается рассмотрением вопросов, связанных с терроризмом и другими угрозами безопасности и устойчивости, а также политикой в области безопасности и разведки, и информирует по мере необходимости Совет национальной безопасности.
| Занимаемая должность                                                                   |
| -------------------------------------------------------------------------------------- |
| Премьер-министр (Председатель)                                                         |
| Канцлер казначейства                                                                   |
| Министр иностранных дел (заместитель председателя)                                     |
| Министр обороны                                                                        |
| Министр внутренних дел                                                                 |
| Министр бизнеса, энергетики и промышленной стратегии (заместитель председателя)        |
| Министр юстиции Великобритании                                                         |
| Министр образования Великобритания                                                     |
| Министр по делам общин и местного самоуправления Великобритании                        |
| Министр транспорта Великобритании                                                      |
| Министр здравоохранения Великобритании                                                 |
| Министр по делам окружающей среды, продовольствия и сельского хозяйства Великобритании |
| Министр международного развития Великобритании                                         |
| Министр по делам Северной Ирландии                                                     |
| Министр культуры, СМИ и спорта Великобритании                                          |
| Канцлер герцогства Ланкастерского                                                      |

Когда подкомитет обсуждает вопросы разведки, из его членов присутствуют только премьер-министр (председатель), вице-премьер (заместитель председателя), министр иностранных дел и по делам Содружества, канцлер казначейства, министр внутренних дел и министр обороны.

## Секретариат национальной безопасности
С июля 2010 года в аппарате Совета было два заместителя Советника по национальной безопасности: Джулиан Миллер — по внешней и оборонной политике и Оливер Роббинс — по вопросам разведки, безопасности и повышения общей стабильности (устойчивости). В марте 2013 года Хью Пауэлл, ранее занимавший должность директора Секретариата национальной безопасности, был назначен на вновь созданную должность третьего заместителя Советника по национальной безопасности (англ. DNSA). По состоянию на 6 ноября 2014 года, должности DNSA занимали: Хью Пауэлл (внешняя политика), Джулиан Миллер (обороны, ядерная безопасность и стратегия) и Пэдди Макгиннесс (разведка, безопасность и устойчивость). По состоянию на 10 февраля 2015 года Лиан Сондерс, ранее занимавшая должность директора Секретариата национальной безопасности по внешней политике и координатора по вопросам Афганистана и Пакистана была представлена в качестве исполняющей обязанности заместителя советника по национальной безопасности (конфликты, стабильность и внешняя политика).
16 июня 2016 года Кабинет министров Великобритании опубликовал данные по персоналу по состоянию на 31 марта 2016 года, где были указаны два заместителя Советника по национальной безопасности: Пэдди Макгиннесс (разведка, безопасность и отказоустойчивость) и Гвин Дженкинс (конфликты, стабильность и оборона). Дженкинс занимал эту должности по крайней мере с июня 2015 года, а до этого был помощником премьер-министра Дэвида Кэмерона по вопросам обороны.
По состоянию на начало декабря 2014 года штат Секретариата национальной безопасности насчитывал 180 сотрудников и включал в себя пять дирекций по следующим направлениям:
- внешняя и оборонная политика;
- чрезвычайные ситуации в гражданской сфере;
- безопасность и разведка;
- кибербезопасность и обеспечение сохранности информации;
- группа быстрого реагирования на компьютерные угрозы (англ. Computer Emergency Response Team, CERT UK)[8].